# Liste von Seen in Deutschland/O
| Name                   | Stadt/Gemeinde/Landkreis | Land                   | Fläche in km² |
| ---------------------- | ------------------------ | ---------------------- | ------------- |
| Oberharzer Teiche      | Clausthal-Zellerfeld     | Niedersachsen          |               |
| Obernautalsperre       | Netphen                  | Nordrhein-Westfalen    | 0,86          |
| Oberrheinsee           | Rheinmünster             | Baden-Württemberg      |               |
| Oberuckersee           | Warnitz                  | Brandenburg            | 6,85          |
| Obersee                | Berlin                   | Berlin                 | 0,04          |
| Obersee                | Hürth                    | Nordrhein-Westfalen    |               |
| Obersee                | Lanke                    | Brandenburg            | 0,137         |
| Obersee                | Bielefeld                | Nordrhein-Westfalen    | 0,2           |
| Ochsenpfuhl            | Herzberg am Harz         | Niedersachsen          | 0,012         |
| Oderteich              | Oberharz                 | Niedersachsen          | 0,3           |
| Oelderteich            | Dülmen                   | Nordrhein-Westfalen    |               |
| Oelsener See           | Grunow-Dammendorf        | Brandenburg            | 0,94          |
| Oestertalsperre        | Plettenberg              | Nordrhein-Westfalen    | 0,245         |
| Oetteliner See         | Zepelin                  | Mecklenburg-Vorpommern |               |
| Offlumer See           | Neuenkirchen             | Nordrhein-Westfalen    | 0,5           |
| Ohlenstedter Quellseen | Ohlenstedt               | Niedersachsen          |               |
| Örkhaussee             | Hilden                   | Nordrhein-Westfalen    |               |
| Ohra-Talsperre         | bei Gotha                | Thüringen              | 0,82          |
| Okerstausee            | Harz                     | Niedersachsen          | 2,25          |
| Olbersdorfer See       | Olbersdorf               | Sachsen                | 0,6           |
| Olchinger See          | Olching                  | Bayern                 | 0,144         |
| Oleftalsperre          | Euskirchen               | Nordrhein-Westfalen    | 1,1           |
| Ölpersee               | Braunschweig             | Niedersachsen          | 0,1585        |
| Opfinger See           | Freiburg im Breisgau     | Baden-Württemberg      |               |
| Ophovener Seen         | Wassenberg               | Nordrhein-Westfalen    |               |
| Orankesee              | Berlin                   | Berlin                 | 0,04          |
| Orthsee                | Hohen Wangelin           | Mecklenburg-Vorpommern | 0,524         |
| Ortmannsee             | Witzin                   | Mecklenburg-Vorpommern |               |
| Osterseen              | Weilheim-Schongau        | Bayern                 | 3,6           |
| Ostholzer Moor         | Lüneburger Heide         | Niedersachsen          |               |
| Ostorfer See           | Schwerin                 | Mecklenburg-Vorpommern | 2,089         |
| Ottermeer              | Wiesmoor                 | Niedersachsen          | 0,13          |
| Otterstedter See       | Otterstedt               | Niedersachsen          | 0,045         |
| Otto-Maigler-See       | Hürth                    | Nordrhein-Westfalen    | 0,505         |
| Oyter See              | Oyten                    | Niedersachsen          | 0,23          |